# Вулька (Білостоцький повіт)
Вулька (пол. Wólka) — село в Польщі, у гміні Юхновець-Косьцельний Білостоцького повіту Підляського воєводства.
Населення — 131 особа (2011).
У 1975-1998 роках село належало до Білостоцького воєводства.

## Демографія
Демографічна структура станом на 31 березня 2011 року:
|          | Загалом | Допрацездатний вік | Працездатний вік | Постпрацездатний вік |
| -------- | ------- | ------------------ | ---------------- | -------------------- |
| Чоловіки | 70      | 22                 | 43               | 5                    |
| Жінки    | 61      | 7                  | 32               | 22                   |
| Разом    | 131     | 29                 | 75               | 27                   |